# Canavalia glabra
Canavalia glabra là một loài thực vật có hoa trong họ Đậu. Loài này được (M.Martens & Galeotti) J.D.Saue miêu tả khoa học đầu tiên.